# Kesumbo Ampai
Kesumbo Ampai is een bestuurslaag in het regentschap Bengkalis van de provincie Riau, Indonesië. Kesumbo Ampai telt 5845 inwoners (volkstelling 2010).